# Rosalía de Castro
Rosalía de Castro Abadía (Santiago de Compostel·la, 23 de febrer del 1837 - Padrón, la Corunya, 15 de juliol del 1885) fou una poeta i novel·lista en llengua gallega i castellana. Es tracta de la figura central del Rexurdimento de la literatura gallega al segle xix, autora de Cantares gallegos (1863), obra fundacional d'aquest, ja que és un dels primers llibres enterament escrits en gallec de l'edat contemporània.

## Vida
Va ser batejada amb els noms de María Rosalía Rita. Filla de mare soltera (María Teresa de la Cruz de Castro y Abadía), pertanyent a la baixa noblesa gallega, tradicionalment s'ha dit que el seu pare era el sacerdot José Martínez Viojo, si bé no hi ha cap prova documental sobre aquesta paternitat.
Contràriament al que s'ha dit durant dècades —que s'havia criat amb les seves ties paternes a l'aldea d'Ortoño, i que passà a viure amb la seva mare als deu anys—, després dels treballs portats a terme per Victoria A. Ruiz de Ojeda, se sap que la infantesa de Rosalía va transcórrer sempre al costat de sa mare, a Padrón.
Mare i filla es van traslladar a Santiago de Compostel·la; l'any difícil de precisar però als 17 anys ella ja figura com a partícip de les activitats del Liceo de San Agustín. Se sap que en aquella època, li agradaven el dibuix, la música i la declamació i, de fet, va actuar en representacions no professionals.
Contrau matrimoni amb Manuel Murguía, erudit cronista de Galícia que va conèixer a Madrid. L'any següent dona a llum la seva primera filla, Alejandra, a la qual seguiran sis fills més. Viu dedicada a la llar, als fills i al marit, però, a causa dels variats llocs de Murguía, el matrimoni viu llargues temporades separat. Això no fou impediment perquè el seu marit fos no sols qui donà a la impremta els Cantares gallegos, sinó un impulsor constant de l'obra de Rosalía. Va canviar de domicili algunes vegades, entre Madrid i Simancas, però en cap lloc no es va trobar millor com en la seva Galícia natal, d'on no va sortir a partir del 1868.
Rosalía no va gaudir mai de bona salut; va estar lluitant sempre contra la malaltia i sovint amb una certa penúria. En les seves obres, es pot apreciar la seva gran personalitat, el seu caràcter vigorós i una profunda empatia pels desvalguts (en concret, amb l'emigració dels camperols gallecs).
Va morir de càncer als quaranta-vuit anys a sa casa de Padrón, que avui és museu. Malgrat que demanà que les seves despulles descansessin al seu cantat cementiri d'Adina, a Iria Flavia, el 1891 el seu cos fou exhumat i traslladat al Panteó de Gallecs Il·lustres, a l'església de Santo Domingo de Bonaval (Santiago de Compostel·la), on es troba actualment.

## Obra
L'obra de Rosalía de Castro té una gran importància en el renaixement cultural de la literatura gallega (conegut com a O Rexurdimento), amb què es va posar fi a diversos segles en els quals pràcticament no es van publicar obres literàries en gallec (os séculos escuros). A pesar del seu paper fonamental dins de la literatura gallega, també va compondre obres de gran rellevància en llengua castellana.
Després del Romanticisme de La flor (1857) i el sentimentalisme d'A mi madre (1863; escrit després de la mort de sa mare), la publicació de Cantares gallegos el 1863 suposa un esdeveniment cultural de primer ordre en el panorama literari en llengua gallega.
Conseqüència del moviment europeu en pro de les cultures autòctones i tradicionals, l'obra s'inspira en el Libro de los cantares (1852) d'Antonio Trueba, i glossa amb una narració versificada un cant popular. En aquesta obra, s'enfoca la vida del poble gallec assumint un punt de vista relacionat amb els gusts folklòrics del romanticisme.
Follas novas (1880) és el títol de la seva darrera col·lecció de poemes en gallec i conté la seva manera de veure la vida, la seva essència vital i el seu missatge de denúncia social.
La seva obra mestra en castellà, i l'última obra que publicà en vida, és En las orillas del Sar (1884), versos de to íntim, d'estranya penetració i de profunda ressonància humana.
Inexplicable angustia,
hondo dolor del alma,
recuerdo que no muere,
deseo que no acaba...
El conjunt de l'obra de Rosalía de Castro gira a l'entorn de tres temes bàsics: la visió costumista de la Galícia rural, un contingut metafísic proper a la filosofia existencial, i la denúncia de les condicions socials del camp gallec, que obliguen a l'emigració. Rosalía de Castro mereix ser considerada, al costat de Gustavo Adolfo Bécquer, precursora de la modernitat poètica impulsada per la creença en la puresa de formes i idees, en la sinceritat, en el despullament retòric i en l'experimentació rítmica i mètrica.
La data d'aparició de Cantares gallegos es commemora cada any durant el Dia de les Lletres Gallegues. Aquesta diada es va instituir el 1963 en la celebració del centenari de la publicació de l'obra de Rosalía de Castro. Des d'aquell any, cada 17 de maig se celebra a Galícia l'efemèride d'aquesta aparició, dedicant el dia a un autor significatiu per a la cultura gallega.

### Obra poètica
- La flor (1857) (castellà)
- A mi madre (1863) (castellà)
- Cantares gallegos (1863) (gallec)
- Follas novas (1880) (gallec)

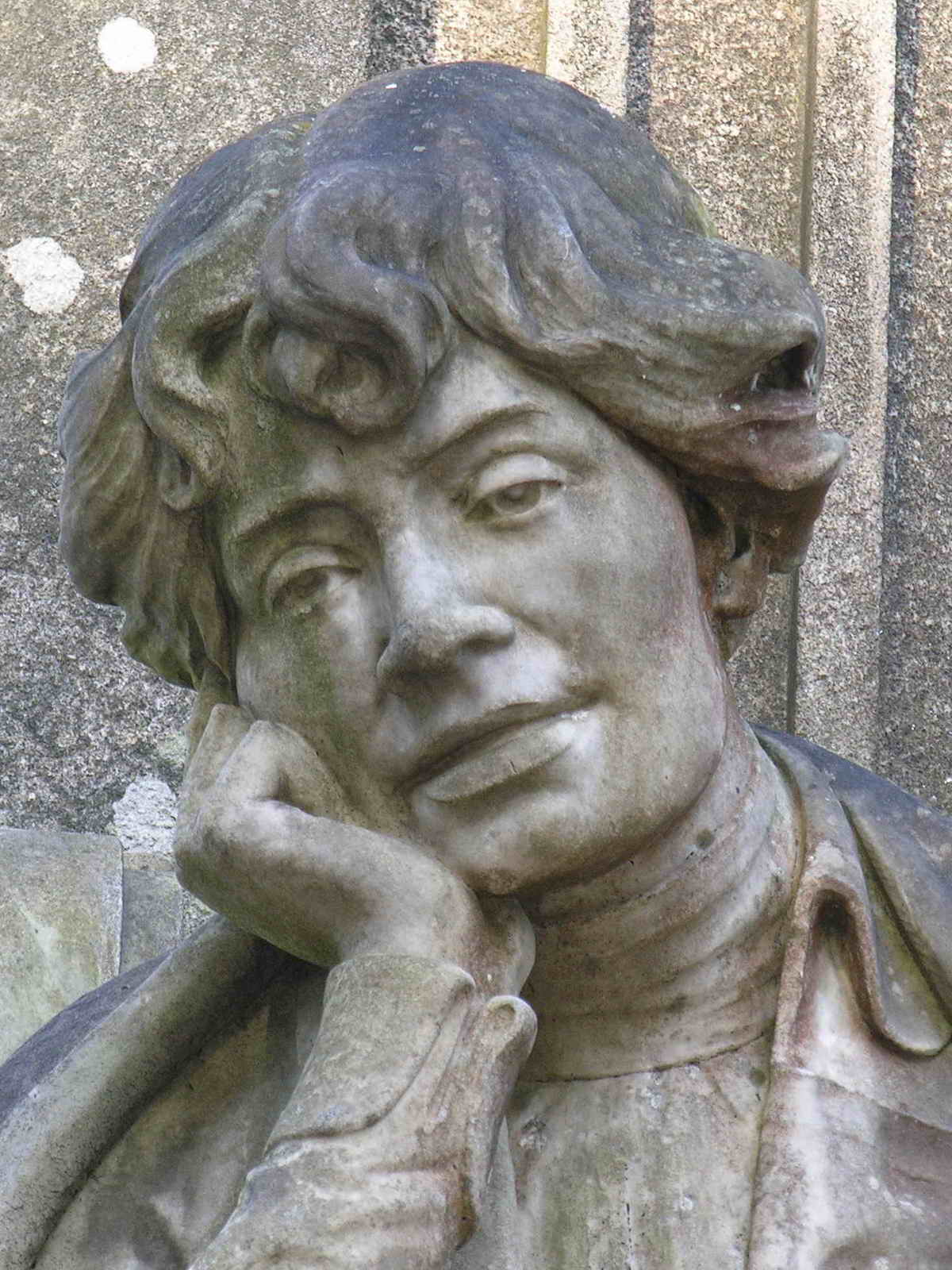
Estàtua de Rosalía al paseo da Ferradura de Compostel·la

- En las orillas del Sar (1884) (castellà)

### Obra en prosa
- Lieders (1858) (castellà)
- La hija del mar (1859) (castellà)
- Flavio (1861) (castellà)
- El cadiceño (1863) (castellà)
- Contos da miña terra I (posteriorment divulgat amb el nom de Conto galego) (1864) (gallec)
- Ruinas (1866) (castellà)
- Las literatas (1866) (castellà)
- El caballero de las botas azules (1867) (castellà)
- El primer loco (1881) (castellà)
- El domingo de Ramos (1881) (castellà)
- Padrón y las inundaciones (1881) (castellà)